# Toxocnemis vittata
Toxocnemis vittata är en tvåvingeart som beskrevs av Macquart 1855. Toxocnemis vittata ingår i släktet Toxocnemis och familjen parasitflugor. Inga underarter finns listade i Catalogue of Life.